# Cimbáeth
Nella mitologia irlandese Cimbáeth o Cimbaoth fu un leggendario re supremo d'Irlanda. Regnò a rotazione con i cugini Áed Ruad e Díthorba (ciascuno tre volte per tre anni ogni volta). Alla fine la figlia di Áed, Macha, pretese per lei il regno, ma visto il rifiuto degli zii lei li sconfisse in battaglia, uccidendo Díthorba nel Connacht. Lei sposò Cimbáeth e regnò con lui per sette anni; quando il marito morì di peste a Emain Macha Macha divenne regina suprema d'Irlanda.

## Fonti
- Seathrún Céitinn, Foras Feasa ar Éirinn 1.27
- Annali dei Quattro Maestri M4469-4539